# Kroktjärnen (Åsele socken, Lappland, 709708-156218)
Kroktjärnen är en sjö i Åsele kommun i Lappland och ingår i Ångermanälvens huvudavrinningsområde. Sjön har en area på 0,0493 kvadratkilometer och ligger 333,2 meter över havet.

## Delavrinningsområde
Kroktjärnen ingår i det delavrinningsområde (709723-156069) som SMHI kallar för Mynnar i Hällbymagasinet. Medelhöjden är 378 meter över havet och ytan är 18,72 kvadratkilometer. Räknas de 12 avrinningsområdena uppströms in blir den ackumulerade arean 85,31 kvadratkilometer. Kultran som avvattnar avrinningsområdet har biflödesordning 2, vilket innebär att vattnet flödar genom totalt 2 vattendrag innan det når havet efter 165 kilometer. Avrinningsområdet består mestadels av skog (90 procent). Avrinningsområdet har 0,05 kvadratkilometer vattenytor vilket ger det en sjöprocent på 0,3 procent.